# 신청향

신청 향의 위치

신청향(한국어: 신성향, 중국어: 新城鄉, 병음: Xīnchéng Xiāng)은 중화민국 화롄 현의 향이다. 넓이는 29.4095km2이고, 인구는 2015년 8월 기준으로 20,180명이다.

## 지리
신청 향은 화롄 현 북부에 위치하고, 북서쪽은 슈린 향과 남쪽은 화롄 시와 각각 접하고, 동쪽은 태평양에 접하고 있다. 화롄 현에서 면적이 가장 작은 향진이지만, 타이완의 국방상 중요한 자산 공군기지가 슈린 향과의 경계에 있다. 지세는 평원에 속해 평탄하고 그 가운데를 싼잔시(三棧溪) 및 쉬메이지시(須美基溪)가 흐르고 있다.

## 역사
신청 향은 옛날에는 타로코어로 '타로원'으로 불렸고 한족에 의해 치라만(哆囉滿) 또는 도각만(倒咯滿)으로 표기되고 있었다. 청의 가경 연간, 담수청의 주민인 오전이 전농을 인솔해 이곳으로 이주를 시작했다. 그 때 원주민인 타로코족으로부터의 습격을 자주 받아 입식자들은 경지를 포기하고 남부로 이주했지만, 1875년, 복건 육로 제독인 나대춘이 군사를 인솔해 소오로부터 화련에 이르는 도로를 건설하고 이곳에 성을 쌓은 것에서 현재의 지명인 신성(新城)으로 불리게 되었다. 일본 통치 시대가 된 1914년, 타이완 총독 사쿠마 사마타는 군대를 출동시켜 타로코족을 평정하고, 가렌코 청 신조 지청(新城支庁)을 설치했다. 그 후 사쿠마 총독의 사적을 기념해, 1920년의 타이완 지방제 개편 때 그의 호인 겐카이(研海)를 채용해 겐카이 지청(研海支庁)으로 개명되었다. 그 후 1937년에 겐카이 장(研海庄)으로 개칭되어 가렌코 청 가렌 군의 관할이 되었다. 전후에 신청(新城)의 옛 이름이 부활해, 화롄 현 신청 향으로 개편되어 현재에 이르고 있다.

## 교통
- 화롄 공항
- 타이완 철로관리국 북회선